# Réviseur général (Saint-Siège)
Le Réviseur général est un poste créé au sein du Saint-Siège par le motu proprio Fidelis dispensator et prudens en 2014 dans le cadre d'une décision d'instaurer une administration compétente en matière d'économie et de finances.

## Description
Le réviseur général effectue un audit comptable et financier des comptes du Vatican.
Le pape nomme directement le réviseur général.

## Historique
Le poste de réviseur général est prévu en 2014 par l'article 7 du motu proprio Fidelis dispensator et prudens. Cet acte est commenté dans la presse comme l'instauration d'un ministère des finances ou de l'économie. Les statuts et mode de fonctionnement sont arrêtés le 22 février 2015.
Libero Milone (en) est le premier réviseur général nommé à ce poste. Il est assisté par deux sous-réviseurs généraux, Alessandro Cassinis Righini et Ferruccio Panicco. Ce personnel ecclésiastique est assisté par un groupe d'auditeurs professionnels, formé par PricewaterhouseCoopers, l'un des Big Four de la consultance et de l'audit financier, à qui il a été un temps envisagé de confier ces missions.
Le 9 février 2019, est publié un document signé du pape François complétant les statuts du réviseur général pour l'élever au rang d'autorité anticorruption au sens de la convention des Nations Unies contre la corruption ou convention de Mérida,

### Liste des réviseurs généraux
- mai 2015 - 19 juin 2017: Libero Milone (en)[9]

## Fuite de données
En novembre 2015, des arrestations ont lieu dans le cadre d'une enquête pour repérer de nouvelles fuites de données, et notamment pour avoir tenté d'accéder au système informatique de Libero Milone.